# Reim
Reim (en hebreo: רֵעִים‎, en árabe: رعيم‎) es un kibutz en el suroeste de Israel, cercano a la frontera con Gaza. Situado en la confluencia de los arroyos Habesor y Gerar, en el noroeste del desierto del Néguev, depende del Concejo Regional Eshkol. En 2021 tenía una población de 433 habitantes.

## Geografía
Se ubica entre las carreteras 232 y 234, en el Néguev occidental, junto al cruce de Gama. Las ruinas de la antigua Gama (Tell Jemmeh) se encuentran al oeste del kibutz. Al oeste de Reim se encuentra el kibutz Kissufim, y al norte Beeri. Su elevación es de 50 metros sobre el nivel del mar, y el arroyo Habesor atraviesa su territorio.

## Historia
Fue fundado en 1949 por antiguos miembros del Palmaj y la Federación de Exploradores de Israel, con el nombre provisional de HaTzofim Vav (literalmente, "Exploradores F"). Posteriormente fue renombrado como Tel Reim (en hebreo: תל רעים, literalmente, "Colina de los Amigos") por la traducción al árabe del cercano yacimiento arqueológico de Tell Jemmeh. Con el tiempo pasó a llamarse Reim en memoria de los miembros del Garin que murieron en la guerra árabe-israelí de 1948. El nombre, que significa "amigos", se tomó del Libro de los Proverbios (18:24) para simbolizarlos.
El kibutz fue planificado por el arquitecto Hanan Habaron, uno de los fundadores del mismo y miembro hasta su muerte en 2002. Su estilo ascético fue descrito como una expresión visual de la visión social y arquitectónica del mundo de Habaron. Asaf Kashtan, otro arquitecto israelí, dijo que en los últimos años, su estilo arquitectónico había caído en desgracia entre los residentes de Reim.
Las Fuerzas de Defensa de Israel cuentan una base cerca del kibutz. Antes de la retirada israelí de Gaza de 2005, el espacio era usado como campamento para las tropas de evacuación. Posteriormente, Reim se convirtió en objetivo de los cohetes Qassam lanzados desde la Franja de Gaza. En 2008, las tropas de las FDI de la base cercana a Nahal Oz solicitaron que la base se trasladara a la zona próxima a Reim, lejos del alcance del fuego de mortero de Hamás.
El sábado 7 de octubre de 2023, al término del Sucot, fue invadido brevemente por militantes de Hamás durante la batalla de Reim. Ese mismo día, durante un festival de música en los terrenos del kibutz, gente de Hamás disparó indiscriminadamente contra la multitud, dejando cientos de muertos, muchos heridos y rehenes.

## Economía
Su economía se basa en la agricultura y en una empresa de láser, Isralaser. El kibutz también cuenta con un negocio de alquiler de habitaciones, incluida una tienda de alojamiento beduino, que sufrió las consecuencias del conflicto entre Israel y Gaza, y el kibutz bajó sus precios. En 2008, Reim se embarcó en un proyecto que la convertiría en la primera comunidad de Israel, y quizá del mundo entero, en depender por completo de la energía solar para el consumo doméstico. Sunday Energy, una empresa que comercializa esta tecnología en Israel y que tenía intención de instalar paneles solares en los tejados del kibutz, con unos costes e ingresos divididos entre el kibutz y la empresa, vendiéndose la energía sobrante a Israel Electric Corporation, la compañía nacional hebrea.